# Luis Escudero
Luis Aldo Escudero (Hermosillo, Sonora; 23 de marzo de 1997) es un artista marcial mixto e influencer mexicano que compite en la división de peso pluma.

## Primeros años
Luis Aldo Escudero nació el 23 de marzo de 1997 en Hermosillo (Sonora), al norte de México. Al crecer en una entidad donde las oportunidades de entrenar MMA eran escasas, Escudero emprendió un viaje a Tijuana con tal de iniciar una carrera. Según Luis, su acercamiento al deporte fue después de tener un enfrentamiento con una chica que pesaba más que él. También es un creador de contenido en redes sociales, y atribuyó a la pandemia de COVID-19 el haberse creado una cuenta de TikTok.

## Carrera de artes marciales mixtas

### Ultimate Warrior Challenge México
El 13 de agosto de 2021, Luis «Pride» Escudero debutó como profesional de MMA en la promoción mexicana Ultimate Warrior Challenge (UWC), enfrentándose a Esteban Sedano en UWC México 28. No obstante, fue derrotado por nocaut técnico en el segundo asalto.
Escudero se enfrentó a Manuel Reyna el 25 de febrero de 2022 en UWC México 31. Ganó la pelea por sumisión tras un estrangulamiento trasero desnudo.
Escudero se enfrentó a Joel Peña el 24 de junio de 2022 en UWC México 35. Perdió la pelea por nocaut técnico en el primer asalto.
Más adelante, Escudero se enfrentó a Hugo Rubio el 28 de octubre de 2022 en UWC México 39. Ganó la pelea por nocaut técnico mediante patadas en el segundo asalto.
Escudero se enfrentó a Juan Campos el 25 de agosto de 2023 en UWC México 47. Ganó la pelea por sumisión tras un armbar en el primer asalto. Sería su último combate en la promoción, ya que fue liberado de su contrato.

### Combate Global
En septiembre de 2023, se dio a conocer que Escudero firmó un contrato con Combate Global.
Escudero se enfrentó a Carlos Córdoba Fonseca el 18 de mayo de 2024 en Combate Global: Lehane vs. González. Perdió la pelea por nocaut técnico en el segundo asalto. 
Escudero se enfrentó a Marcos Lopez el 10 de abril de 2024 en Combate Global: Acosta vs. Anguiano. Ganó la pelea por nocaut técnico en el primer asalto.

## Carrera de boxeo

### Escudero vs. Darrechi
El 31 de agosto de 2024, Escudero tuvo su primera pelea en el boxeo ante Naim Darrechi, un influencer español con el que realizó una apuesta semanas antes de pactarse el combate. La apuesta consistía en que si Darrechi era derrotado, cerraría sus redes sociales de manera indefinda. Ambos se enfrentaron en la pelea esteler del evento EXF 20 de Elite Xtreme Fighting, que el mismo Luis terminó ganando por decisión unánime y obligando a Darrechi a cumplir con la apuesta.

### Pelea de exhibición contra Shelao
A mediados de 2025, se anunció que Escudero se enfrentaría al creador de contenido chileno Shelao en una pelea de exhibición en «Supernova Strikers», un evento de boxeo similar a La velada del año que reune a influencers y creadores de contenido. La pelea, llevada a cabo el 17 de agosto, terminó con él mismo llevándose la victoria por nocaut. Con este resultado, se coronó como primer campeón del Supernova.

## Récord profesional

### Artes marciales mixtas
| Récord profesional | Récord profesional | Récord profesional |
| 7 peleas           | 4 victorias        | 3 derrotas         |
| ------------------ | ------------------ | ------------------ |
| Nocaut             | 2                  | 3                  |
| Sumisión           | 2                  | 0                  |
| Decisión           | 0                  | 0                  |

| Resultado | Récord | Oponente               | Método                         | Evento                              | Fecha                 | Ronda | Tiempo | Localización   | Notas |
| --------- | ------ | ---------------------- | ------------------------------ | ----------------------------------- | --------------------- | ----- | ------ | -------------- | ----- |
| Victoria  | 4–3    | Marco Lopez            | TKO (patadas y golpes)         | Combate Global: Acosta vs. Anguiano | 10 de abril de 2025   | 1     | 1:43   | Miami, Florida |       |
| Derrota   | 3–3    | Carlos Córdoba Fonseca | TKO (rodillazos)               | Combate Global: Lehane vs. González | 18 de mayo de 2024    | 2     | 2:37   | Miami, Florida |       |
| Victoria  | 3–2    | Juan Campos            | Sumisión (flying armbar)       | UWC México 47                       | 25 de agosto de 2023  | 1     | 1:11   | Tijuana        |       |
| Victoria  | 2–2    | Hugo Rubio             | KO (golpe y patadas de fútbol) | UWC México 39                       | 28 de octubre de 2022 | 1     | 1:38   | Tijuana        |       |
| Derrota   | 1–2    | Joel Peña              | TKO (golpes)                   | UWC México 35                       | 24 de junio de 2022   | 1     | 4:58   | Tijuana        |       |
| Victoria  | 1–1    | Manuel Reyna           | Sumisión (rear-naked choke)    | UWC México 31                       | 25 de febrero de 2022 | 1     | 1:43   | Tijuana        |       |
| Derrota   | 0–1    | Esteban Sedano         | TKO (golpes)                   | UWC México 28                       | 13 de agosto de 2021  | 2     | 4:39   | Tijuana        |       |

### Boxeo
| Resultado | Récord | Oponente      | Método | Asalto - Tiempo | Fecha                | Localización                      | Notas |
| Victoria  | 1–0    | Naim Darrechi | DU     | 4               | 31 de agosto de 2024 | Ensenada, Baja California, México |       |

## Récord amateur

### Boxeo de exhibición
| Resultado | Récord | Oponente | Método | Asalto - Tiempo | Fecha                | Localización             | Notas |
| Victoria  | 1–0    | Shelao   | KO     | 3               | 17 de agosto de 2025 | Ciudad de México, México |       |